# 花樹下的約定
《花樹下的約定》，2008年台灣偶像劇，為客家電視台首部勵志青春偶像劇，為客家電視台「校園三部曲」的首部曲，東映製作有限公司製作、行政院客家委員會贊助，由黃玉榮、陳靖婕、王琄、許仁、亞里、錢錢主演。2008年2月15日開鏡，2008年6月11日殺青，本劇於2008年7月21日上檔。

## 播出時間
以下時間以當地時間（台灣時間）為準

### 首播
| 頻道       | 所在地 | 播出日期      | 播出時間          |
| ---------- | ------ | ------------- | ----------------- |
| 客家電視台 | 臺灣   | 2008年7月21日 | 每週一至週五20:00 |
| 中視菁采台 | 臺灣   | 2016年5月6日  | 每週一至週五22:00 |

## 劇情大綱
在沙巴五光十色的夜店裡，主持人正介紹著來自台灣的「天地雷」樂團。在一陣吉他PICK之後，主唱阿雷現身，他的歌聲讓全場年輕人陷入龐克搖滾的瘋狂。
就在此時，阿雷發現台下有名年輕的女子與偷皮夾的小例拉扯著，阿雷看不過去決定英雄救美，和小偷起了激烈的肢體衝突，一場好好的演唱會結果演變成為鬥毆事件，卻也讓阿雷認識了這名美麗的高中老師—唐深深。
深深原本是和未婚夫約好同遊馬來西亞，沒想到卻接到未婚夫提出分手的電話，更在難過之際遇上色狼。這場邂逅，讓原本傷心的深深因為阿雷隨性不羈的態度，漸漸忘卻了傷痛，也決定將一切過往拋棄在馬來西亞，如同她所拋棄的婚戒。
而阿雷卻開始一連串的厄運。先是「天地雷」其他團員為了給阿雷一個教訓，決定拋下他先行回國。偏偏此時阿雷又被女友琳達拋棄，沒有辦法之下只好硬著頭皮向深深借錢回到台灣。
回到台灣的阿雷還是衰事連連，因為這場鬥毆，原本簽約的公司決定解約、撤出資金，讓「天地雷」團員怒不可遏，紛紛指責阿雷的任性，並決定解散樂團。而原本居住的房子，房東為了讓剛回國的孩子住，也要求收回，這下阿雷沒工作、沒愛情，連住的地方都沒有了。
幸好天無絕人之路，原先住處的大樓管理員告訴阿雷，有一封信他還沒領走。
看完信的阿雷精神為之一振，原來是多年不見的嬸嬸春姨表示阿雷已經長大成人，希望阿雷回家，好把祖傳的洋樓過戶到他名下！
這真是太好了！阿雷心中盤算著，父母和叔叔在小時候一次出遊意外中喪生，唯一的親人就只剩嬸嬸。而祖傳的洋樓是當建築師的阿公所設計興建，在當地頗具特色，不如將它經營成民宿，開創事業的第二春！阿雷盤算妥當，立刻直奔老家，卻沒想到等著他的，除了嬸嬸和洋樓，還有五個鬼靈精怪的孩子……。

## 演員陣容

### 主要演員
| 演員   | 角色         | 介紹 | 登場集數 |
| 黃玉榮 | 夏昱雷(阿雷) | 個性放蕩不羈的27歲樂團主唱。當他與自己的樂團「天地雷」到馬來西亞巡迴演唱時，卻因為看不慣小偷偷高中老師唐深深的皮夾，出面英雄救美而把表演砸鍋。自此一連串的厄運開始排山倒海而來，先是相戀多年的女友琳達要嫁給別人，簽約公司也決定解約，讓其他團員一氣之下棄阿雷而去，甚至房東也要把房子收回。一時之間阿雷沒了工作、沒人愛情，連住哪兒都出問題。就在此時，阿雷收到了一封老家的嬸嬸寄來的信，告訴他家裡其實留下了一棟祖傳的洋樓……                                          | 全劇     |
| 陳靖婕 | 唐深深       | 23歲的高中老師深深，個性熱情單純。原本和未婚夫相約到馬來西亞度假的她，收到卻是未婚夫的分手電話通知，偏偏又遇上小偷。幸好阿雷出手相助，兩人從此結下了不解之緣。然而兩人個性、觀念的不同，讓這段感情走得跌跌撞撞，就在此時，又出現了其他競爭者…… | 全劇     |
| 許仁   | 沈大智       | 18歲的大智，個性桀驁不馴。在父親吸毒過量死亡，母親改嫁繼父卻不願收容的情況下，讓他自暴自棄成為中輟生。雖然之後被春姨收養，他還是感覺自己被拋棄，對任何人都愛理不理，讓學校老師及春姨都拿他沒輒。但外表冷漠的大智，也有滿腔無處發洩的熱情，只要有人欺負民宿裡的「兄弟姊妹」，他一定出面保護大家。然而也因為他交上的壞朋友，引發民宿最大的危機…… | 全劇     |
| 亞里   | 程心怡       | 父親為偷竊慣犯的心怡，從小輪流在親戚家住，看盡別人臉色，造成17歲的她叛逆的個性，及對身世的自卑。一直到春姨收留，她才有了一個屬於自己的家。早熟的心怡，總會協助春姨打理民宿大小事，也常偷偷打工貼補家用。當阿雷建議將洋樓改成主題民宿「查克?搖滾屋」時，她更發揮春姨教她的料理功夫，頗受好評，並與年紀相近的大智發展出一段純純的情愫。後來在春姨遭人檢舉無照收容孤兒，「兄弟姊妹」將被社工人員安排到不同的寄養家庭時，心怡利用網路部落格的力量，企圖讓大家不要分散各地…… | 全劇     |

### 其他演員
| 演員   | 角色   | 介紹 | 登場集數 |
| 王琄   | 春姨   | 本名彭春美的春姨，是個50來歲，樂觀、熱情、勤儉的客家婦人。年輕時嫁入夏家的她，卻碰上丈夫與阿雷的父母在出遊時不幸罹難，留下她與年紀還小的阿雷相依為命。而因為阿雷成年後長年在外地工作，於是她陸續收養了五個身世坎坷的孩子，也引發之後種種故事。 |          |
| 錢錢   | 彭筱蓉 | 國一女生,從一個家暴的環境中逃出的筱蓉，是個缺乏自信、沒有主見、平凡乖巧、不擅與人應對的國中女生，因此總是將心裡的話，傾訴給網路世界的朋友，結果差點被騙財騙色，幸好「查克的搖滾屋」裡的其他人及時發現…… | 1-7,9-17 |
| 彭旻浩 | 梁志傑 | 聰明伶俐、功課優異的志傑，原本家境富裕，是家裡受寵的獨子。然而因為父母在墜機事件中喪生，家族眾人為了爭奪遺產，竟棄他不顧，而來到春姨的民宿。智商很高的他，最大的夢想是出國深造當太空人，現在卻只能心不甘情不願地幫大智寫功課，以免被海扁一頓。後來有次感冒，心怡餵他服用含阿司匹靈的藥物卻險些送命，眾人才知道原來志傑患有客家男性常見的遺傳疾病「蠶豆症」…… | 1-7,9-17 |
| 凃芮旻 | DoReMi | 才3歲的DoReMi，母親因為未婚生子又癌症末期，而不得不拋棄年幼的她。她是「查克的搖滾屋」的寶貝，乖巧可愛，每晚都要春姨唱歌哄她入睡。在民宿裡，她常稱阿雷是爸爸、深深是媽媽，無意中幫兩人的感情加溫不少…… |          |
| 鄭曉慧 | 橘子   | 27歲的橘子，感情充沛，經營父母留給她的小雜貨店。她認定阿雷是她命中情人，而勤於向春姨學客語、客家料理，一心想做個稱職的客家媳婦…… | 全劇     |

### 客串演出
| 演員     | 角色   | 介紹                                                                        | 登場集數              |
| 林若亞   | 琳達   | 夏昱雷(阿雷)的前女友                                                        | 1,12,13,14,15         |
| 藍鈞天   | 高手   | 天地雷樂團的樂手                                                            | 1,6,12,13,18,19,21-23 |
| 謝瓊煖   | 大智母 | 已再婚,因再婚家庭無法接受大智,不能接大智一起過去生活,造成大智對母親的不諒解 | 1,8,9                 |
| 曲艾玲   | 林安琪 | 民宿房客                                                                    | 3,4                   |
| 黃連煜   | 程實   | 心怡爸                                                                      | 5,6                   |
| 朱陸豪   | 朱甘   | 民宿房客                                                                    | 6,7                   |
| 張書偉   | 劉凱   | 深深的高中同學                                                              | 13,16,17              |
| 龐庸之   | 王製作 |                                                                             | 14                    |
| 洪綺陽   | 李玉英 | 筱蓉母,早期阿茲海默症患者                                                   | 15,16                 |
| 神棍樂團 |        |                                                                             |                       |
| 黃婕菲   | 汪太太 | DoReMi收養家庭的新媽媽                                                      | 23                    |

## 電視劇歌曲
| 曲別   | 歌名         | 演唱者   | 作詞           | 作曲   |
| 片頭曲 | 流浪         | 神棍樂團 | 陳正航、陳德峻 | 陳正航 |
| 片尾曲 | 花樹下的約定 | 許仁杰   | 許仁杰         | 許仁杰 |

## 重要場景
- 新竹景園山莊民宿
- 峨眉湖吊橋
- 內灣老街
- 新竹高中
- 竹東高中
- 苗栗飛牛牧場
- 馬來西亞沙巴

## 製作團隊
- 製作人：梁漢輝、徐志怡、高啟芳
- 編　劇：劉書樺、龔敏惠
- 導　演：蔣孝立
- 製作公司：東映製作有限公司
- 贊助單位：苗栗縣政府、行政院客家委員會

## 外部連結
- 客家電視台《花樹下的約定》官方網站 （页面存档备份，存于）
- 《花樹下的約定》官方痞客邦 （页面存档备份，存于）
- 《花樹下的約定》官方Facebook[永久]

## 作品的變遷
| 臺灣 客家電視台 每週一至週五 20:00 - 20:50          | 臺灣 客家電視台 每週一至週五 20:00 - 20:50                                                           | 臺灣 客家電視台 每週一至週五 20:00 - 20:50 |
| --------------------------------------------------- | --- | ------------------------------------------ |
|                                                     | 花樹下的約定 （2008年7月21日－2008年8月20日）                                                        |                                            |
| 超級拍檔（多元腔） （2008年5月26日－2008年7月18日） | 誰在作戲 （2008年8月21日－2008年8月22日） 星星知我心2007（多元腔） （2008年8月25日－2008年11月15日） |                                            |

| 臺灣 中視菁采台 每週一至週五 22:00 - 23:00 | 臺灣 中視菁采台 每週一至週五 22:00 - 23:00  | 臺灣 中視菁采台 每週一至週五 22:00 - 23:00 |
| ------------------------------------------ | ------------------------------------------- | ------------------------------------------ |
|                                            | 花樹下的約定 （2016年5月6日－2016年6月7日） |                                            |
| 璀璨人生（重播）                           | 牽紙鷂的手                                  |                                            |